# Трир, Ханн

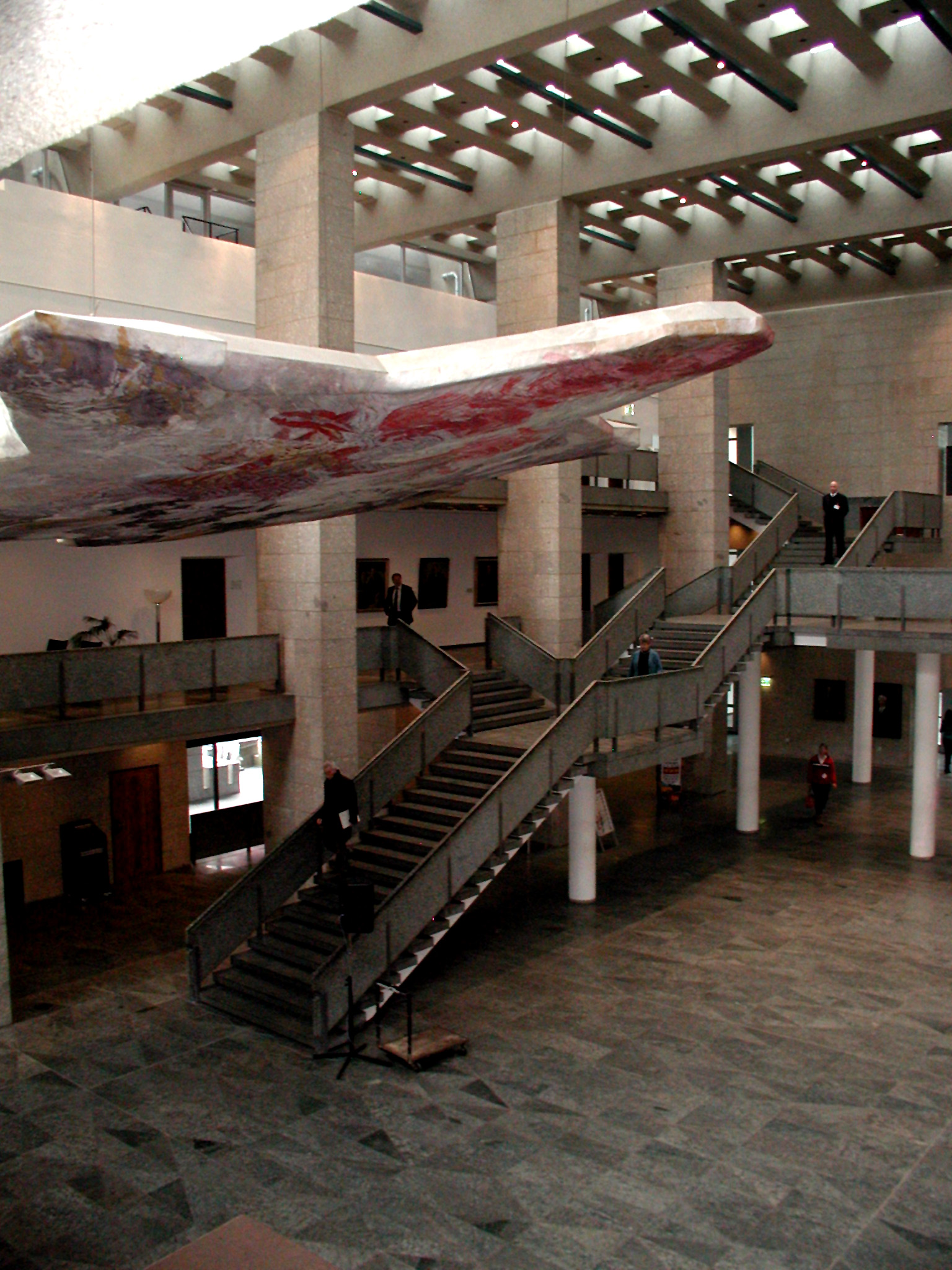
Интерьер холла Кёльнской ратуши — «Парящий балдахин» работы Х.Трира

Ханн Трир (нем. Hann Trier; 1 августа 1915, Кайзерверт близ Дюссельдорфа — 14 июня 1999, Кастильоне-делла-Пеская) — немецкий художник, представитель абстрактного экспрессионизма.

## Жизнь и творчество
Детство художника прошло в Кёльне. В 1934—1938 годах он изучает живопись в Академии искусств Дюссельдорфа. В годы Второй мировой войны служит в немецкой армии. После войны создаёт ателье в Бонне. В 1952—1955 годах живёт и работает в Колумбии, в это время он в основном занят как художник по рекламе. В 1957—1980 годы Х.Трир профессор, а затем директор Высшей школы искусств Западного Берлина. Участник выставок современного искусства «документа» 1, 2 и 3 в Касселе (соответственно в 1955, 1959 и 1964 годах). В 1989 году художник награждён Крестом за заслуги земли Северный Рейн — Вестфалия. Лауреат художественных премий Дюссельдорфа, Берлина, Дармштадта и др.
После окончания Второй мировой войны Х.Трир пишет свои картины сперва в стиле Ханса Хартунга. в 50-е годы он увлекается Экшн-живописью (Aktion Painting). Для его работ становится характерным некое перемешанное движение красок, со временем превратившееся в орнамент из арабесок.